# Clyde 1
Clyde 1 és una emissora de ràdio local independent escocesa que emet a Glasgow i a la zona centre-occidental d'Escòcia. L'emissora, operada per Radio Clyde (part de Bauer Radio), emet a través del 102.5 FM amb relés que cobreixen Rothesay al 102.3 FM, el fiord de Clyde a 103.3 FM i la vall de Leven al 97 FM. També emet a través de DAB i en línia. Clyde 1 forma part de la xarxa d'emissores Bauer City 1.

## Història
Clyde 1 va néixer de la divisió de transmissió obligatòria imposada pels reguladors del Regne Unit en la dècada de 1990, i va desenvolupar la freqüència de FM a Radio Clyde en una emissora de ràdio d'èxits musicals. El desenvolupament de la transmissió en directe i la ràdio digital va dur a ampliar l'audiència potencial de l'emissora a través del lloc web de l'emissora i múltiplex DAB de Bauer Radio a Glasgow. El 1995 va rebre el Premi Ondas en la categoria d'Internacionals de ràdio pel programa Eurochart of Paris. El 31 de desembre de 2013 Radio Clyde va celebrar el seu trentè aniversari.

## Esdeveniments
Cada any Clyde 1 realitza un esdeveniment anomenat Clyde 1 Live al SECC de Glasgow. L'esdeveniment inclou alguns dels artistes que s'emeten a l'emissora. Els festivals anteriors han inclòs Calvin Harris, Labrinth, Jessie J, Olly Murs, Sugababes, Amelia Lily, Pixie Lott, McFly, Lawson, Cover Drive, Matt Cardle, Gary Barlow, John Newman, The Vamps i també Dappy.

## Programació
La major part de la programació —local i en xarxa— es produeix i emet des dels estudis de Radio Clyde a Clydebank, però alguns programes en xarxa tenen el seu origen en emissores germanes com Forth 1 d'Edimburg, Key 103 de Manchester i Metro Radio de Newcastle. The Vodafone Big Top 40 és produït per Global Radio en els seus estudis de Capital London i s'emet en 145 emissores de ràdio comercials del Regne Unit. L'emissora també emet altres programes locals. Entre els locutors de l'emissora, destaquen George Bowie (Bowie at Breakfast / The GB Xperience), Greig 'Greigsy' Easton, Grant Thomson (Home Run / 2' O Clock Anthems) i Gina McKie.

### Notícia i esport
Clyde 1 emet butlletins de notícies locals cada hora entre les 6 del matí i les 7 de la tarda de dilluns a divendres (excepte a les 2 del migdia), de les 9h a les 13h els dissabtes i de 9h a les 12h els diumenges. Els titulars es llegeixen cada mitja hora al matí entre setmana, juntament amb els butlletins esportius i del trànsit. La sala de redacció de Clydebank també produeix els butlletins escocesos dels caps de setmana amb els butlletins de notícies de Sky News Radio realitzades durant la nit. La cobertura esportiva s'emet sota el nom de Superscoreboard i inclou comentaris sobre els partits en directe durant la temporada i un magazín de dues hores a les nits d'entre setmana. Els comentaristes i analistes inclouen Hugh Keevins i Graham Spiers.